# Nito Mestre y Los Desconocidos de Siempre
Nito Mestre y Los Desconocidos de Siempre fue una banda argentina de folk rock formada en 1976. Liderada por Nito Mestre tras la separación de su anterior grupo (Sui Generis), la banda se afirmó rápidamente como uno de los números principales del rock argentino de la era dictatorial, y cumplió destacadas actuaciones hasta su disolución en 1980. Su clásica canción "Fabricante de mentiras" (1977) ha sido considerada como la N.º 65 entre "las 100 mejores canciones de la historia del rock argentino" por el sitio web rock.com.ar.

## Biografía
Después de la disolución en 1975 de Sui Generis (el exitoso grupo que formó con Charly García), Nito Mestre empezó hacia finales de 1975 a idear una nueva banda con varios músicos con los que tenía cercano contacto. El primero de ellos fue Alfredo Toth, con el cual empezó a darle forma a los primeros temas de lo que iba a ser el primer disco. Se juntó a componer con su amigo León Gieco y el primer sencillo que se lanzó fue 'Y las aves vuelan' y tras contactarse con varios músicos, quedó lista la primera formación de la banda. La primera vez que se presentaron en vivo se hicieron llamar Nito Mestre y Amigos, pero luego María Rosa Yorio (por entonces esposa de Charly García) le dio a la banda su nombre definitivo, "Nito Mestre y Los Desconocidos de Siempre", inspirada en la película italiana Los Desconocidos de Siempre (I soliti ignoti, 1958), dirigida por Mario Monicelli, y cuya historia se centra en una banda de ladrones.
La banda cambió varios tecladistas (Osvaldo Caló, Lerner, Zvetelman) hasta que permaneció como miembro estable Ciro Fogliatta, ex tecladista y compositor de Los Gatos. María Rosa Yorio había sido corista de Sui Generis y se consagró con PorSuiGieco (1974-1976).
Desarrollaron un estilo folk, similar al de Sui Generis, liderando el panorama musical local al lanzar su primer disco. Llegaron a ser la banda más popular del momento luego de su debut en el Teatro Estrellas de Buenos Aires a principios de 1976. Se separaron en agosto de 1980, luego de grabar 3 discos.

## Integrantes de la formación original (1976)
- Nito Mestre (guitarra y voz)
- Alfredo Toth (bajo y voz)
- Osvaldo Caló (teclados)
- Juan Carlos "Mono" Fontana (batería)
- María Rosa Yorio (voz)
- Rodolfo Gorosito (guitarra)
- En la segunda formación Osvaldo Caló deja la banda y se suma Ciro Fogliatta en los teclados.

## Integrantes con los que se graba el primer LP (1977)
- Nito Mestre (guitarras y voz)
- Alfredo Toth (bajo, guitarras y voz)
- Osvaldo Caló (piano eléctrico y acústico)
- Francisco Pratti (batería)
- María Rosa Yorio (voz)
- Rodolfo Gorosito (guitarras)

## Nito Mestre y los Desconocidos de Siempre (1977)

### Lista de canciones
| Lado A |                                   |                        |          |  |
| N.º    | Título                            | Créditos               | Duración |  |
| 1.     | «Y las aves vuelan»               | Nito Mestre/León Gieco | 4:21     |  |
| 2.     | «El tiempo para descubrir el mal» | Nito Mestre            | 3:55     |  |
| 3.     | «Tema de Goro»                    | Rodolfo Gorosito       | 6:13     |  |
| 4.     | «Juego de voces» (Instrumental)   | Nito Mestre            | 4:11     |  |

| Lado B |                                     |                              |          |  |
| N.º    | Título                              | Créditos                     | Duración |  |
| 5.     | «Mientras no tenga miedo de hablar» | Nito Mestre/María Rosa Yorio | 3:05     |  |
| 6.     | «Fabricante de mentiras»            | Charly García                | 5:14     |  |
| 7.     | «Los días de marzo»                 | Nito Mestre/Leo Sujatovich   | 3:22     |  |
| 8.     | «Finalmente nos dejaron esperando»  | Nito Mestre                  | 5:49     |  |

### Músicos
Y las aves vuelan:
- Alfredo Toth: guitarras acústicas de 6 y 12 cuerdas y voces.
- Osvaldo Caló: piano eléctrico y acústico.
- Rodolfo Gorosito: guitarra eléctrica, slide y voces.
- María Rosa Yorio: voces.
- Nito Mestre: guitarras acústicas de 6 y 12 cuerdas, sintetizador y voces.

El tiempo para descubrir el mal:
- Alfredo Toth: bajo eléctrico y voces.
- Osvaldo Caló: piano eléctrico.
- Rodolfo Gorosito: guitarra eléctrica.
- María Rosa Yorio: voces.
- Nito Mestre: guitarras acústicas de 6 y 12 cuerdas y voces.
- Francisco Pratti: batería.

Tema de Goro:
- Alfredo Toth: bajo eléctrico y voces.
- Osvaldo Caló: piano eléctrico.
- Rodolfo Gorosito: guitarras eléctrica y acústica de 12 cuerdas y voces.
- María Rosa Yorio: voces.
- Nito Mestre: guitarra acústica de seis cuerdas, flauta traversa y voces.
- Francisco Pratti: batería.

Juego de voces:
- Alfredo Toth: guitarra acústica de 12 cuerdas.
- Osvaldo Caló: piano eléctrico y sintetizador.
- Rodolfo Gorosito: guitarra eléctrica.
- María Rosa Yorio: voces.
- Nito Mestre: guitarra acústica de seis cuerdas y voces.

Mientras no tenga miedo de hablar:
- Alfredo Toth: guitarras acústicas de 6 cuerdas y voces.
- Osvaldo Caló: piano eléctrico.
- Rodolfo Gorosito: guitarra eléctrica.
- María Rosa Yorio: voces.
- Nito Mestre: guitarras acústicas de 12 cuerdas, flauta traversa y voces.

Fabricante de mentiras:
- Alfredo Toth: bajo eléctrico y voces.
- Osvaldo Caló: piano eléctrico y acústico.
- Rodolfo Gorosito: guitarra eléctrica y voces.
- María Rosa Yorio: voces.
- Nito Mestre: guitarras acústicas de 12 cuerdas y voces.
- Francisco Pratti: batería.

Los días de marzo:
- Alfredo Toth: bajo eléctrico y voces.
- Osvaldo Caló: piano eléctrico y acústico.
- Rodolfo Gorosito: guitarra eléctrica.
- María Rosa Yorio: voces.
- Nito Mestre: guitarras acústicas de 6 cuerdas y voces.
- Francisco Pratti: batería.

Finalmente nos dejaron esperando:
- Alfredo Toth: bajo eléctrico y voces.
- Osvaldo Caló: piano eléctrico y sintetizador.
- Rodolfo Gorosito: guitarra eléctrica.
- María Rosa Yorio: voces.
- Nito Mestre: guitarras acústicas de 12 cuerdas y voces.
- Francisco Pratti: batería.

## Nito Mestre y los Desconocidos de Siempre II (1978)

### Lista de canciones
| Lado A |                                 |                                   |          |  |
| N.º    | Título                          | Créditos                          | Duración |  |
| 1.     | «Algo me aleja, algo me acerca» | Nito Mestre                       | 3:04     |  |
| 2.     | «Cuándo el sol cae»             | Rodolfo Gorosito                  | 3:17     |  |
| 3.     | «Esto si es pensar»             | Nito Mestre - Juan Carlos Fontana | 3:50     |  |
| 4.     | «Tendré tiempo a los 80»        | Nito Mestre                       | 4:17     |  |

| Lado B |                                  |                     |          |  |
| N.º    | Título                           | Créditos            | Duración |  |
| 5.     | «Instrumental de Delia»          | Juan Carlos Fontana | 2:58     |  |
| 6.     | «Aún sin hablar y estar con vos» | Nito Mestre         | 6:07     |  |
| 7.     | «Tras tu lucha alumbra el sol»   | Rodolfo Gorosito    | 3:20     |  |
| 8.     | «Final sin final»                | Nito Mestre         | 2:03     |  |

Músicos
Algo me aleja, algo me acerca
- Alfredo Toth: bajo, guitarra acústica de 6, voces.
- Juan Carlos "Mono" Fontana: batería, guitarra acústica de 12.
- Rodolfo Gorosito: guitarra eléctrica.
- María Rosa Yorio: voces.
- Nito Mestre: voces y guitarra acústica de 6.
- Ciro Fogliatta: piano eléctrico y órgano Hammond.

.
Cuándo el sol cae
- Alfredo: voz.
- Mono Fontana: guitarra acústica de 12, vibrafón y piano eléctrico.
- Nito: flauta traversa.
- Goro: guitarra acústica.
- Ciro: piano acústico, órgano Hammond.

Esto si es pensar
- Alfredo: bajo y voz.
- Mono Fontana: batería y vibrafón.
- María: voces.
- Nito: guitarra acústica de 6, flauta traversa y voz.
- Goro: guitarra acústica de 6 (punteada) y guitarra eléctrica.
- Ciro: piano acústico, piano eléctrico y órgano Hammond.

Tendré tiempo a los 80
- Alfredo: Bajo, guitarra acústica de 12 y voz.
- Mono Fontana: guitarra acústica de 12, mandolina, vibrafón y mellotrón.
- María: voz.
- Nito: guitarras acústicas de 6, flauta dulce y voz.
- Goro: guitarra eléctrica.
- Ciro: piano eléctrico y órgano Hammond.

Instrumental de Dalia
- Alfredo: bajo, bajo con Flanger.
- Mono Fontana: batería, mellotrón.
- Nito: flauta traversa.
- Goro: guitarra eléctrica.
- Ciro: piano eléctrico, órgano Hammond.

Aún sin hablar y estar con vos
- Alfredo: bajo y coros.
- Mono Fontana: batería, guitarra acústica de 12, vibrafón.
- María: voz, coros.
- Nito: guitarra acústica de 6, flauta traversa y voz.
- Goro: guitarra eléctrica.
- Ciro: piano eléctrico y órgano Hammond.
- Sergio Quiera: percusión.

Tras tu lucha alumbra el sol
- Alfredo: bajo, bajo con Flanger.
- Mono Fontana: batería.
- María: voz.
- Nito: flauta traversa y voz.
- Goro: guitarras eléctricas.
- Ciro: piano eléctrico y órgano Hammond.

Final, sin final
- Alfredo: guitarra acústica de 12 y voz.
- Mono Fontana: guitarra acústica de 12, arpa de piano, piano acústico.
- María: Voz.
- Nito: guitarras acústicas de 6, silbido y voz.

## Nito Mestre y los Desconocidos de Siempre Simple (1978)

### Lista de canciones
| Lado A |                                 |               |          |  |
| N.º    | Título                          | Créditos      | Duración |  |
| 1.     | «Entra, seas bienvenido a casa» | Charly García | 3:02     |  |

| Lado B |                            |                                   |          |  |
| N.º    | Título                     | Créditos                          | Duración |  |
| 1.     | «Tu alma contenta cantará» | Nito Mestre - Juan Carlos Fontana | 5:43     |  |

## Saltaba sobre las nubes (1979)

### Lista de canciones
| Lado A |                              |                                                               |          |  |
| N.º    | Título                       | Créditos                                                      | Duración |  |
| 1.     | «Saltaba sobre las nubes»    | Letra: León Gieco; Música: Nito Mestre                        | 2:53     |  |
| 2.     | «Oh! Vieja Tristeza»         | Letra: León Gieco; Música: Nito Mestre                        | 2:44     |  |
| 3.     | «¿Y qué te dicen tus hijos?» | Letra: León Gieco; Música: Nito Mestre                        | 4:13     |  |
| 4.     | «Gin y amor»                 | Letra: Nito Mestre; Música: Nito Mestre y Juan Carlos Fontana | 3:01     |  |

| Lado B |                                         |                  |          |  |
| N.º    | Título                                  | Créditos         | Duración |  |
| 5.     | «Un saludo al mar»                      | Nito Mestre      | 3:04     |  |
| 6.     | «Sonrisas sordas»                       | Nito Mestre      | 5:14     |  |
| 7.     | «Iba acabándose el vino»                | Charly García    | 4:30     |  |
| 8.     | «De qué nos sirve llorar (Que humedad)» | Rodolfo Gorosito | 4:34     |  |

### Músicos
Saltaba sobre las nubes:
- Alfredo Toth: bajo eléctrico y voces.
- Juan Carlos Fontana: batería.
- Rodolfo Gorosito: guitarra eléctrica, guitarra acústica y voces.
- María Rosa Yorio: voces.
- Nito Mestre: flauta y voces.
- Ciro Fogliatta: piano y órgano.

Oh! Vieja tristeza:
- Alfredo Toth: bajo eléctrico y voces.
- Juan Carlos Fontana: batería.
- Rodolfo Gorosito: guitarra eléctrica.
- María Rosa Yorio: voces.
- Nito Mestre: voces.
- Ciro Fogliatta: piano.

Y qué te dicen tus hijos:
- Alfredo Toth: bajo eléctrico y voces.
- Juan Carlos Fontana: batería.
- Rodolfo Gorosito: guitarras eléctricas.
- María Rosa Yorio: voces.
- Nito Mestre: guitarra acústica de 6 cuerdas, flauta traversa y voces.
- Ciro Fogliatta: piano eléctrico Yamaha y piano acústico.

Gin y amor:
- Alfredo Toth: bajo eléctrico y voces.
- Juan Carlos Fontana: batería, sintetizador mini Moog y piano Yamaha.
- Rodolfo Gorosito: guitarra eléctrica.
- María Rosa Yorio: voces.
- Nito Mestre: guitarra acústica de 6 cuerdas y voces.
- Ciro Fogliatta: piano eléctrico.

Un saludo al mar:
- Alfredo Toth: bajo eléctrico y voces.
- Juan Carlos Fontana: batería.
- Rodolfo Gorosito: guitarra eléctrica.
- María Rosa Yorio: voces.
- Nito Mestre: guitarra acústica de 6 cuerdas y voces.
- Ciro Fogliatta: piano y órgano.

Sonrisas sordas:
- Alfredo Toth: bajo eléctrico y voces.
- Juan Carlos Fontana: batería y melotrón.
- Rodolfo Gorosito: guitarra eléctrica.
- María Rosa Yorio: voces.
- Nito Mestre: guitarra acústica de 6 cuerdas y voces.
- Ciro Fogliatta: piano.

Iba acabándose el vino:
- Alfredo Toth: guitarra acústica de 6 cuerdas y voces.
- Juan Carlos Fontana: guitarra acústica de 12 cuerdas.
- María Rosa Yorio: voces.
- Nito Mestre: guitarras acústicas de 6 cuerdas, flauta y voces.
- Ciro Fogliatta: melotrón.

De qué nos sirve llorar (Que humedad):
- Alfredo Toth: bajo eléctrico y voces.
- Juan Carlos Fontana: batería.
- Rodolfo Gorosito: guitarra eléctrica y voces.
- María Rosa Yorio: voces.
- Nito Mestre: voces.
- Ciro Fogliatta: piano y teclados.